# Semana Santa en Roquetas de Mar
La Semana Santa en Roquetas de Mar es una de las celebraciones más importantes del municipio de Roquetas de Mar, en la provincia de Almería, en Andalucía (España). En Roquetas de Mar centro y sus barrios más próximos (Doscientas Viviendas, El Puerto y El Parador de las Hortichuelas) existen tres hermandades o cofradías de pasión: la Cofradía de Nuestra Señora de los Dolores (Roquetas de Mar centro), la Hermandad de Penitencia del Santísimo Cristo de la Expiración (Roquetas de Mar: barrio de Las 200 Viviendas) y la Hermandad Penitencial y Cofradía del Santísimo Cristo de la Buena Muerte, María Santísima de la Amargura y Ntro. Padre Jesús de la Salud en su Entrada Triunfal en Jerusalén (El Parador de las Hortichuelas).

## Historia

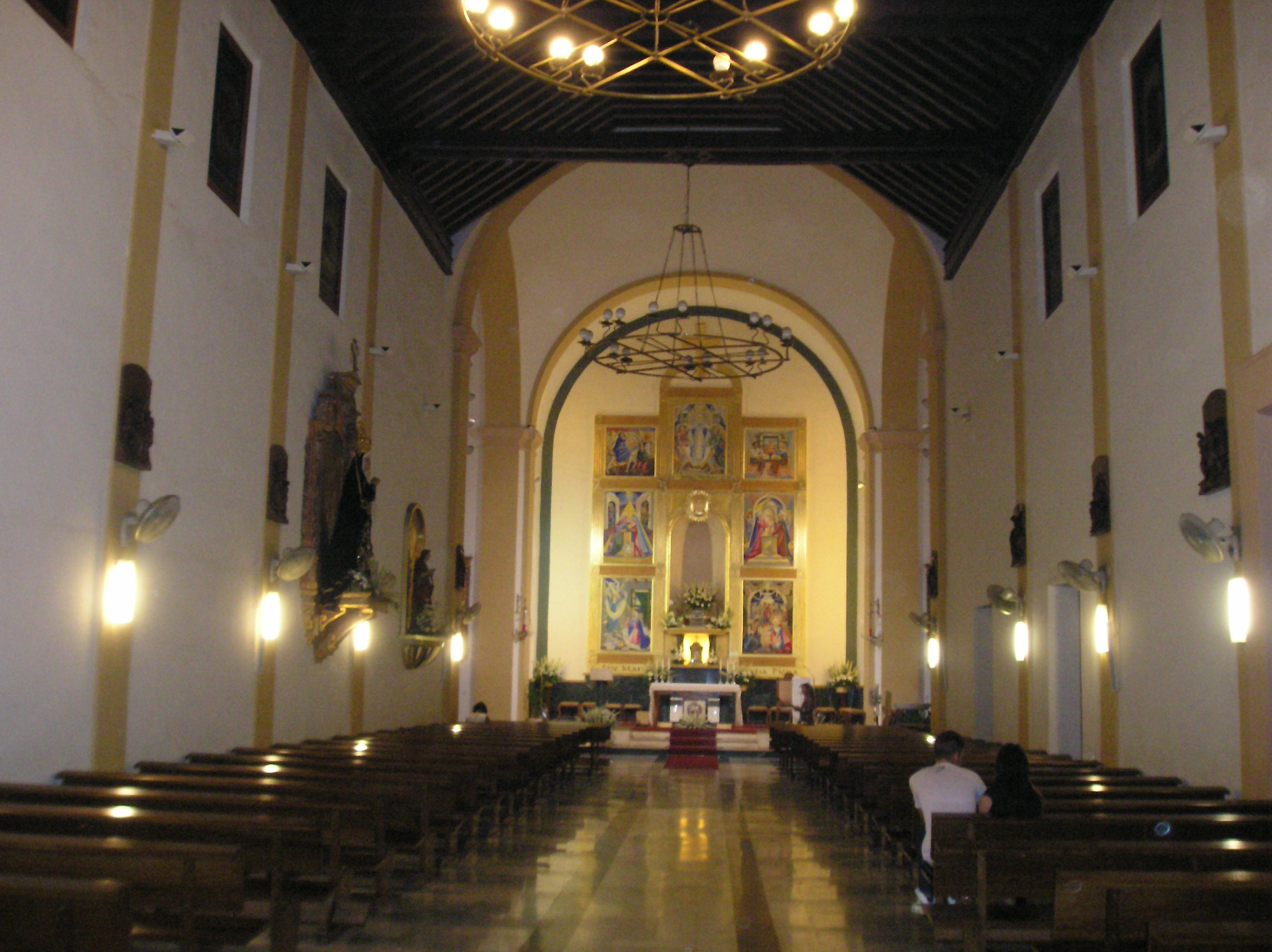
Iglesia de Ntra. Sra. del Rosario por dentro, sede canónica de la Cofradía de Ntra. Sra. de los Dolores

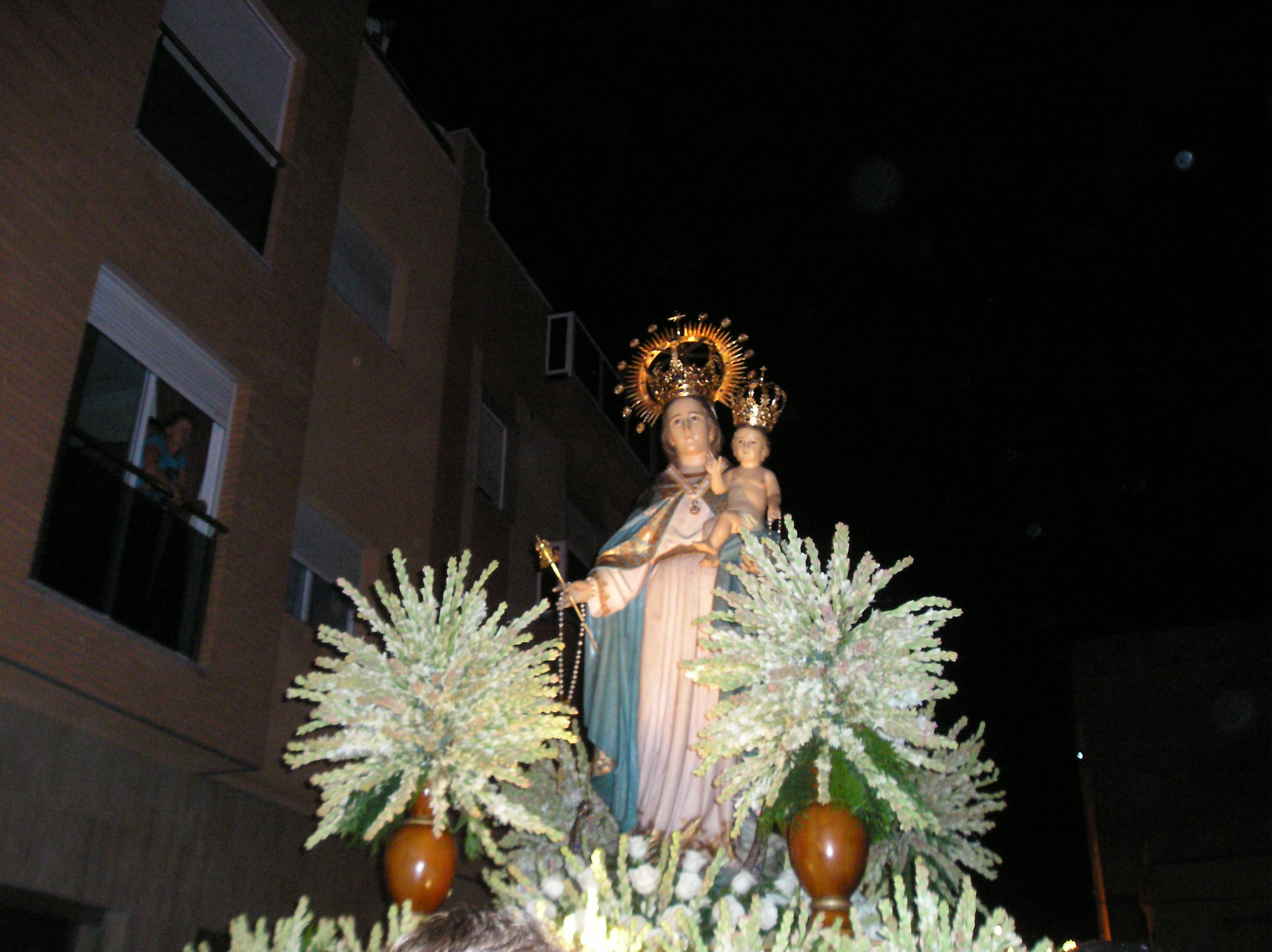
Ntra. Sra. del Rosario, patrona de Roquetas de Mar, en procesión, está procesión se realiza todos los años el día 7 de octubre

La Semana Santa se ha celebrado en Roquetas de Mar desde que se edificó la primera iglesia en el siglo XVIII, la Iglesia de Ntra. Sra. del Rosario. A finales de dicho siglo ya se tenía un número considerable de imágenes. Aún no existían cofradías, y sólo conocemos el Apostolado de la Oración de las Hijas de María, pero sí existían procesiones.
En el año 1956 hubo un intento fallido de fundar la Cofradía del Santo Sepulcro. Existe una carta fechada en marzo de ese año, escrita por el Hermano Mayor y dirigida a D. Manuel Marín Amat. En ella comunica que D. Manuel Marín fue nombrado Hermano Mayor Honorario por la Asamblea General. Por esta razón, D. Manuel Marín donó la imagen del Cristo Yacente. El sepulcro original es el mismo que existe actualmente.
Durante la Guerra Civil muchas imágenes desaparecieron. La imagen de San Marcos sobrevivió, pero resultó muy dañada y se procedió a su restauración. La Virgen del Rosario, patrona de Roquetas de Mar, fue tallada a principios de los años cuarenta. Está hecha en madera de conífera policromada sin vaciar. Fue donada por D. Manuel Marín Amat, quien también donaría en 1944 la imagen del Cristo del Perdón, situado en la Iglesia de Ntra. Sra. del Rosario. Nuestro Padre Jesús Nazareno se trajo de Pechina (Almería) también por los años cuarenta. Un matrimonio roquetero encargó en 1955 la imagen de la Virgen de los Dolores para donarla. Existió otra imagen de la Virgen de los Dolores que desapareció en 1939 y fue realizada en la Escuela Murciana.

## Hermandades y cofradías

### Cofradía de Ntra. Sra. de los Dolores

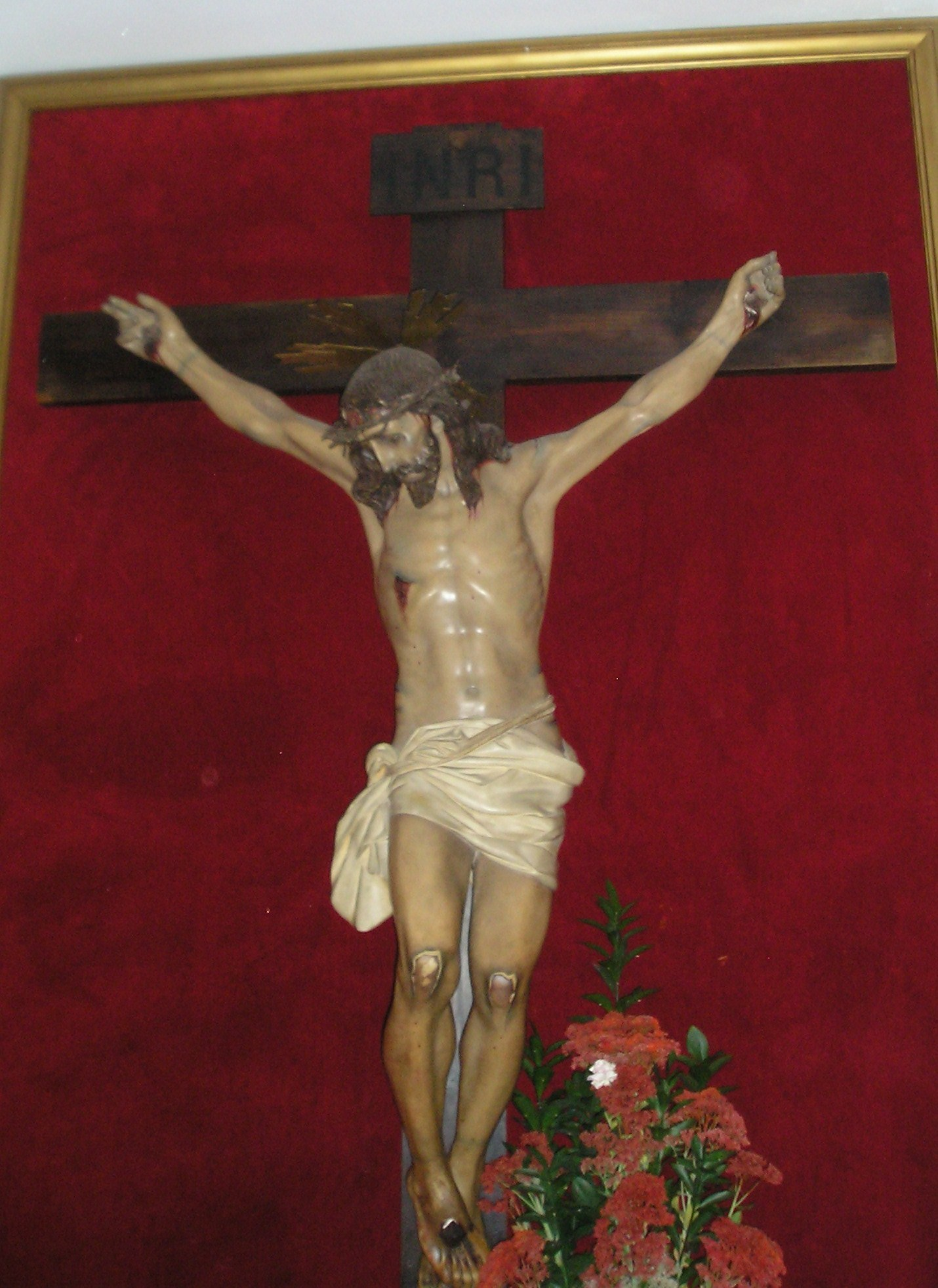
Stmo. Cristo del Perdón, esta imagen salió por última vez en procesión en 1999

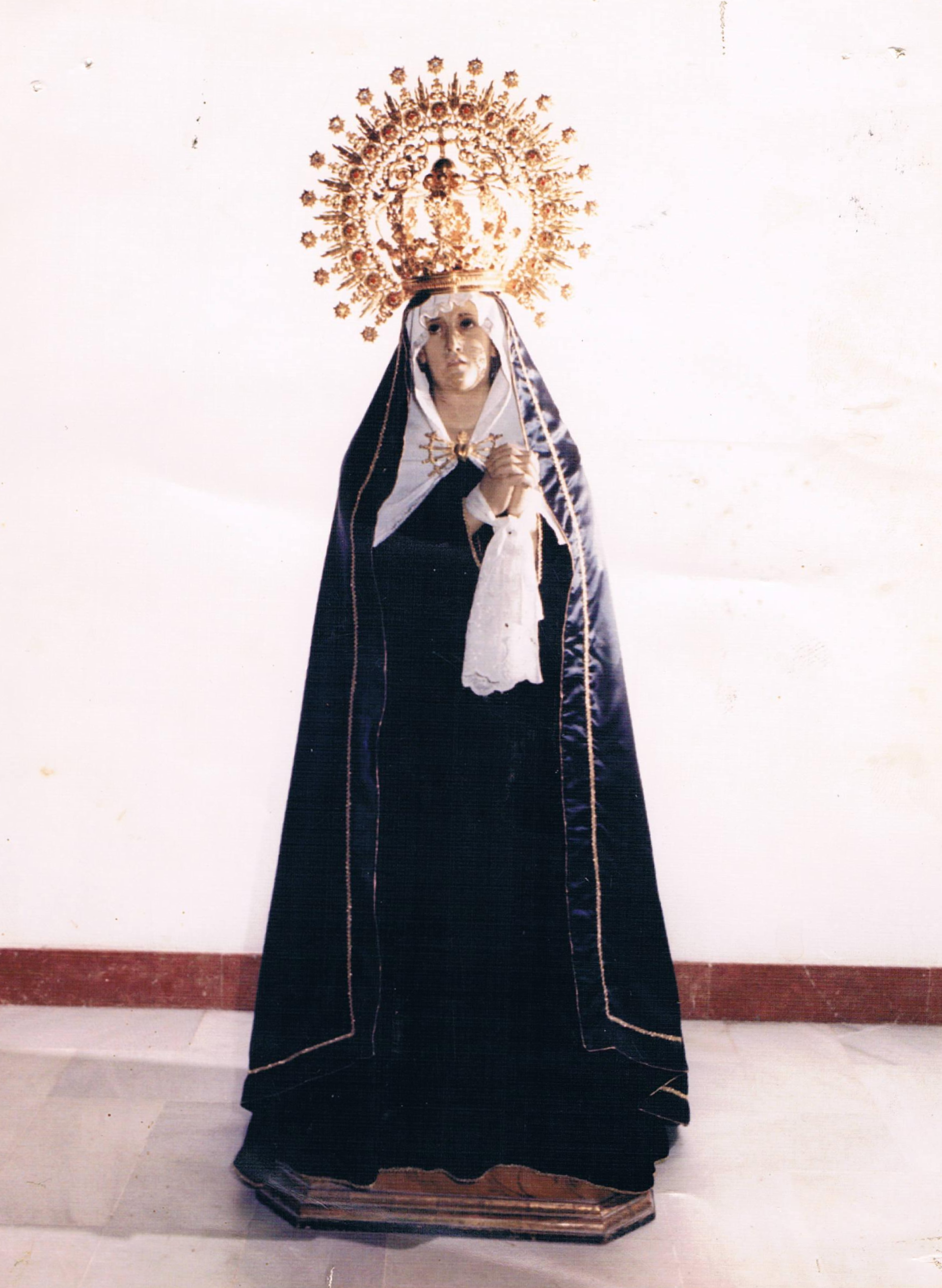
Imagente de Ntra. Sra. de los Dolores en 1991, año en el que salió por primera vez en procesión con su cofradía

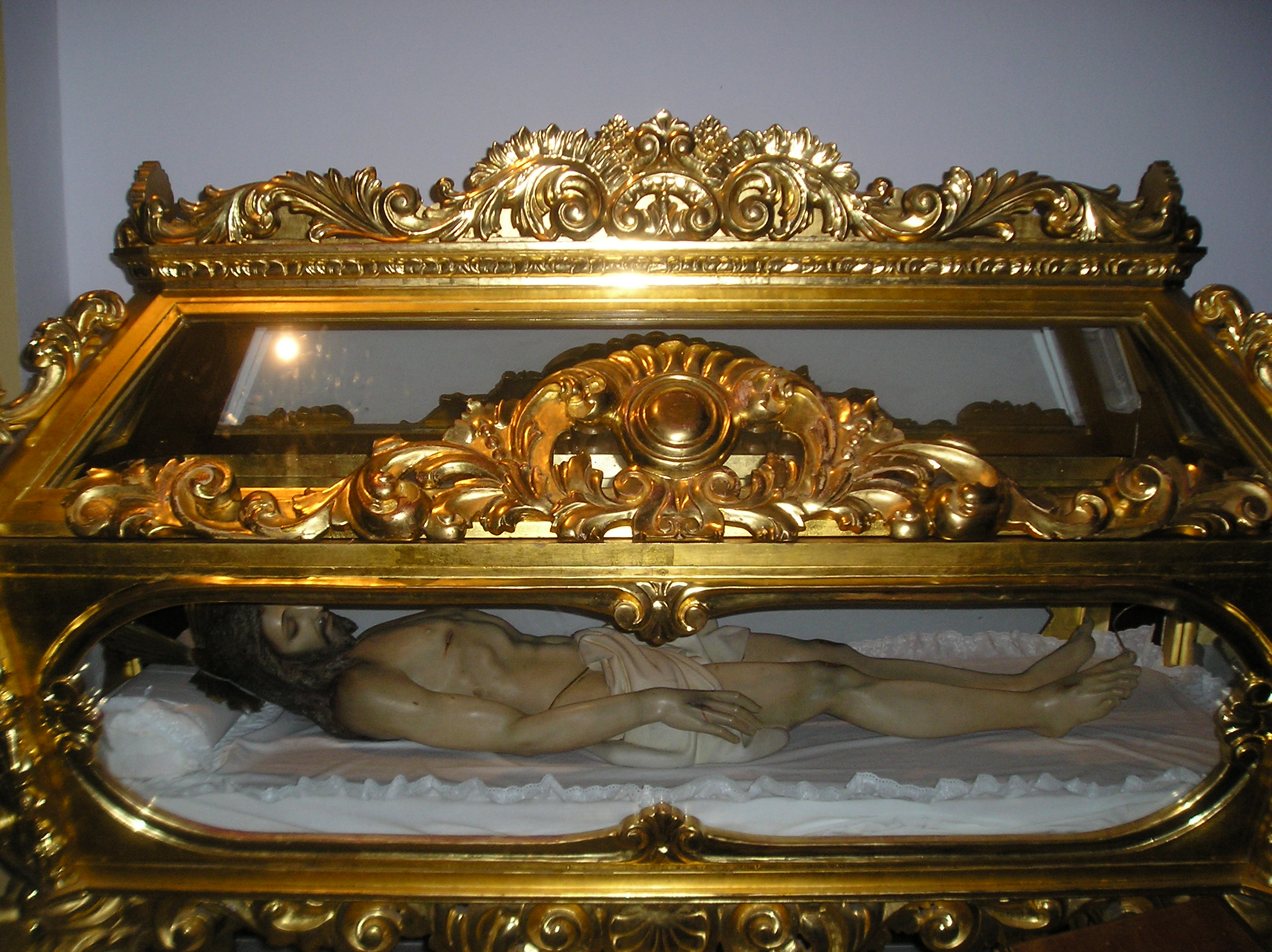
Cristo Yacente en el Santo Entierro del Redentor (imagen), situado en una capilla de la Iglesia de Ntra. Sra. del Rosario

#### Origen
La Cofradía de Nuestra Señora de los Dolores de Roquetas de Mar fue fundada por un grupo de seis familias de la localidad que en el año 1988 comenzaron a dar los pasos para que Roquetas de Mar tuviera una hermandad que intentase recuperar las actividades propias de la Semana Santa.
Este grupo buscó ayuda de expertos, destacando entre ellos D. Juan López Martín.

#### Consolidación
La Virgen de los Dolores salió por primera vez en procesión en 1991, con el trono aún sin terminar. La procesión iba encabezada por el estandarte de Ntra. Sra. de los Dolores. Al año siguiente, la hermandad se va enraizando y tomando forma, el trono sale mucho más completo, hay mayor número de costaleros y sale a la calle también la banda de Cornetas y Tambores de Roquetas de Mar. También se cuenta con un gran número de penitentes. En ese año había 175 hermanos. También comenzó a tomar auge y esplendor las Camareras de la Virgen, más conocidas como mantillas.
En 1993 se incrementa la actividad de esta cofradía y, el Miércoles Santo, se procesiona por primera vez a Nuestro Padre Jesús Nazareno, recuperado. Tuvo que ser restaurado, ya que estaba abandonado y en estado de deterioro. Para esta imagen ya se había encargado un segundo trono, del que dispone la cofradía para sacar en procesión al Cristo de Perdón (posteriormente al Stmo. Cristo en su Divina Misericordia) y al Santo Entierro del Redentor. El Cristo del Perdón, que salía el Jueves Santo, salió por última vez en procesión el año 1999.
Como consecuencia del auge que va tomando la cofradía, se sigue incrementando su patrimonio y enseres. Se adquieren elementos para los tronos, como ánforas de plata y la candelería para la Virgen, y faroles para el Cristo. Todos estos elementos se guardaban en locales alquilados, por lo que la cofradía adquiere una sede propia para guardar sus pertenencias y realizar reuniones, entre otros actos. La adquisición se llevó a cabo en 1997.
En 1998 la Junta de Gobierno decide adquirir una imagen propia: el Stmo. Cristo Crucificado en su Divina Misericordia. Esta imagen fue muy esperada por todos los hermanos. Fue esculpida por el imaginero sevillano D. Luis Álvarez Duarte. La elección de este imaginero no fue casual, sino por su larga trayectoria profesional. La imagen fue bendecida en abril de 2000, y ese año salió en procesión, sustituyendo al Cristo del Perdón. También en 1998 la cofradía percibió que sus itinerarios no eran los más adecuados, porque pasaban por zonas despobladas, y decidieron crear otros nuevos que, quizás con alguna variante, son los actuales.
En el año 2008 Nuestro Padre Jesús Nazareno, conocido por los roqueteros cariñosamente como el nazareno cambió de trono a otro hecho de madera oscura, dándole más solemnidad a la procesión, y el trono anterior pasó a ser usado en los ensayos de la hermandad.

### Hermandad Penitencial del Stmo. Cristo de la Expiración

#### Origen
La Hermandad Penitencial del Santísimo Cristo de la Expriación fue fundada en Roquetas de Mar en abril de 1994 por un grupo de jóvenes de la ciudad pertenecientes a la Parroquia de Ntra. Sra. del Rosario y siendo párroco de la misma D. Gregorio Gea. El grupo barajaba la idea de hacer una hermandad con marcados caracteres de austeridad y recogimiento en su estación de penitencia y hacerlo bajo voto de silencio. A partir de ese momento, se inició un proceso de formación de dos años como pre-hermandad, dirigida por diversos párrocos, entre ellos D. Gregorio Gea y el destacado sacerdote adjunto D. Juan Antonio Moya.
En mayo de ese mismo año se encarga al escultor sevillano D. Jesús Curquejo Murillo la talla del Stmo. Cristo de la Expiración. En febrero de 1995 se encarga a D. Juan Antonio Curquejo la realización del Estandarte Corporativo de la Hermandad. El estandarte se entregó a la hermandad en marzo de 1996, el mismo día que la Imagen del Cristo de la Expiración viaja de Sevilla a Roquetas de Mar. La vara del Estandarte Corporativo se realizó en el taller de orfebrería "Maestrante" de Sevilla por D. Rafael Marín en 1995.

#### Consolidación
En 1998 se aprueban los primeros estatutos de la hermandad y se bendice la imagen del Santísimo Cristo de la Expiración. Asimismo se encarga la Cruz Guía, basada en la misma cruz de la imagen titular.
El 30 de marzo de 1999, Martes Santo, se hace por primera vez una Estación de Penitencia con el Stmo. Cristo de la Expiración. La salida fue a las 21:30 de la noche desde la Iglesia Parroquial de Ntra. Sra. del Rosario hasta el Salón Parroquial de San Juan Bautista en el barrio de las 200 viviendas. El Cristo de la Expiración fue portado por 8 hermanos en unas parihuelas, las cuales aún se conservan y se utilizan cada año en el Vía crucis que se celebra el Viernes de Dolores por las calles del barrio de las 200 Viviendas. El cortejo procesional estaba formado por tan sólo 29 hermanos (incluidos los 8 portadores de la parihuela).
En el 2001 se estrenan las andas nuevas del paso. El Cristo de la Expiración sale por vez primera en posición vertical y portado por 18 hermanos. En el 2002 a las andas que portan a la Imagen titular, se le añadieron cuatro faroles de forja realizados en Ubeda (Jaén) a semejanza de los que en esta ciudad jienense hay en la plaza de Santa Lucía. Estos faroles permanecieron en el paso hasta el 2008. Actualmente, se utilizan para actos de culto como el Triduo que se celebra durante los días 12,13 y 14 de septiembre con motivo de la Exaltación de la Cruz. En marzo de 2009 se bendice el nuevo paso del Cristo de la Expiración en la nueva Iglesia de San Juan Bautista por el Rvdo. D. Antonio Romera en la Iglesia Parroquial de San Juan Bautista. Fue realizado en los talleres de Aragón y Pineda en Motril (Granada). Está realizado en madera de caoba con detalles de orfebrería.
En 2010 se estrena el Cortejo Litúrgico. Procesionan cuatro ciriales y el pertiguero. Los ciriales son confeccionados en los talleres de Aragón e Hijos de Motril (Granada).

### Hermandad Penitencial y Cofradía del Santísimo Cristo de la Buena Muerte, María Santísima de la Amargura y Nuestro Padre Jesús de la Salud en su Entrada Triunfal en Jerusalén

#### Descripción
La Hermandad Penitencial y Cofradía del Santísimo Cristo de la Buena Muerte, María Santísima de la Amargura y Nuestro Padre Jesús de la Salud en su Entrada Triunfal en Jerusalén fue fundada el 13 de mayo de 1991, en el Parador de las Hortichuelas, siendo la Aprobación de Reglas en 1994.

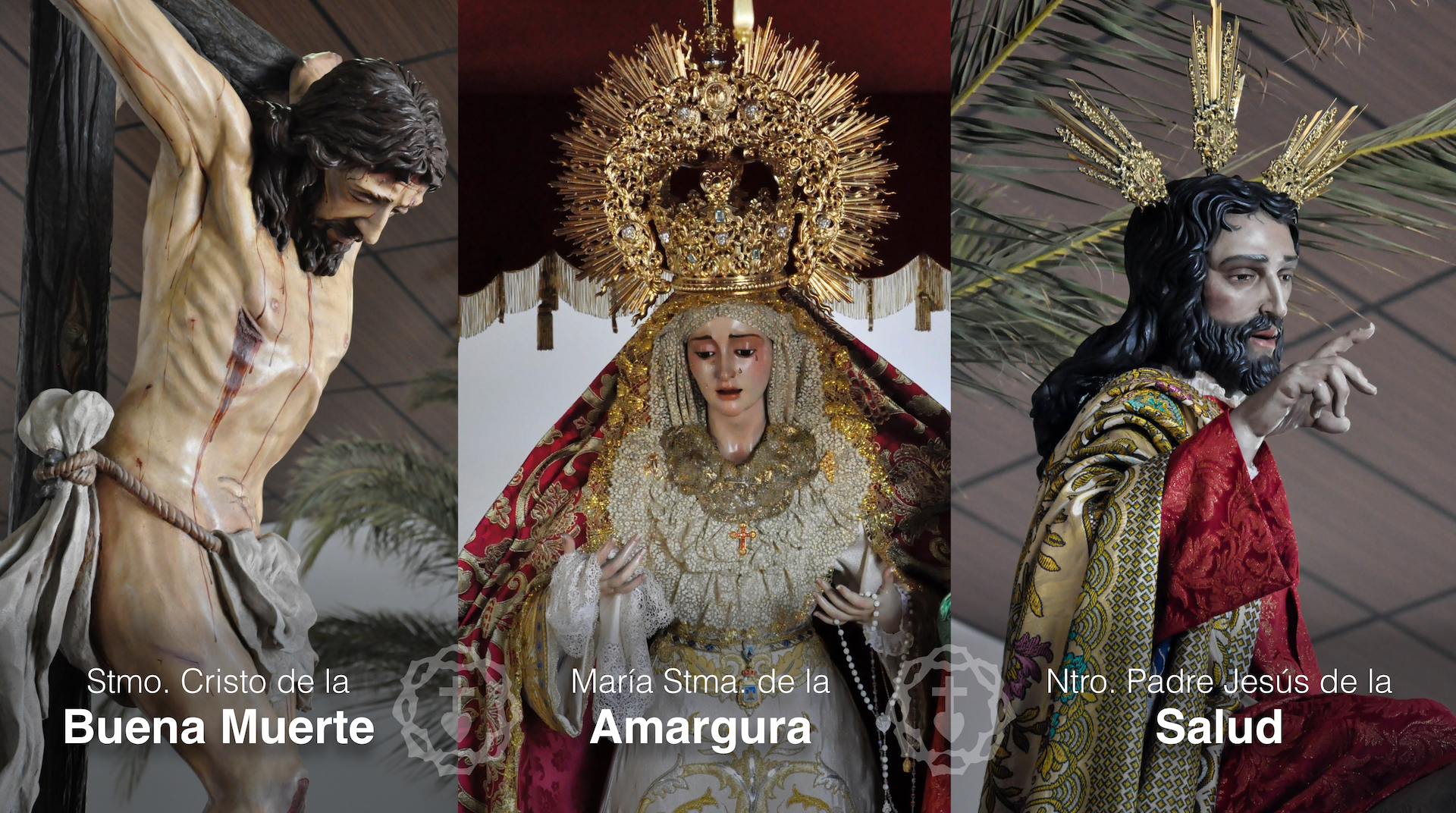
Sagradas Imágenes Titulares de la Hermandad de la Buena Muerte, Amargura & Salud

#### Imágenes titulares
- Stmo. Cristo de la Buena Muerte. Obra, en madera de cedro, del imaginero D. Jesús Curquejo Murillo. La Sagrada Imagen recibió la bendición el 19 de febrero de 1995.
- María Santísima de la Amargura. Obra del imaginero sevillano D. Juan Manuel Miñarro López. Sus vestimentas fueron confeccionadas por D. Juan Antonio Curquejo Morales. La corona fue realizada en los talleres de Hijos de D. Juan Fernández Gómez. La Sagrada Imagen recibió la bendición, del Excmo. y Rvdmo. Sr. Obispo de Almería Dr. D. Rosendo Álvarez Gascón el 28 de noviembre de 1993.
- San Juan Evangelista. Obra, en madera de cedro policromada obra, del escultor e imaginero gaditano D. Luis González Rey. La Sagrada Imagen recibió la bendición el 4 de abril de 1998.
- Ntro. Padre Jesús de la Salud en su Entrada Triunfal en Jerusalén ("La Borriquita"). Obra, tallada en madera de cedro real policromada al óleo, del escultor Manuel Madroñal Isorna. La Sagrada Imagen recibió la bendición en 2008.

Todas las Imágenes fueron bendecidas en la Iglesia Parroquial de la Asunción de Nuestra Señora. Misma sede en la que reciben culto hasta la actualidad.

#### Hermanos Mayores Honorarios
- La Legión Española. El 29 de abril de 1994,  siendo el general en jefe de la Legión, Rafael Reig de la Vega acepta la proposición de la Hermandad.
- La Guardia Civil Española, representada por la 3.ª Compañía de la Comandancia de la Guardia Civil de Almería con base en El Ejido. El día 26 de marzo de 2002 la Dirección General de la Guardia Civil aceptó este nombramiento.

#### Hechos destacados
- 1996: Desde el año 1996, cada Martes Santo, se realiza la Guardia al Stmo. Cristo de la Buena Muerte, por el Grupo Logístico II de la Legión.
- 1997: Con motivo del desplazamiento del Grupo Logístico II de la Legión “GT-EJIDO”, en misión humanitaria a Bosnia Herzegovina, se procedió a la entrega de una reproducción de la Imagen del Stmo. Cristo de la Buena Muerte, con el fin de que les acompañase en su desplazamiento. Dicha Imagen preside un monolito a los caídos en el destacamento de Trebinje en Bosnia Herzegovina.
- 2001 (6 de mayo): Se procedió a la entrega del Guion de Gala al Grupo Logístico II de la Legión, Hermanos Mayores Honorarios de la Hermandad. Los actos con la celebración de la Santa Misa, que estuvo presidida por D. Jesús Tortosa Marín, párroco y consiliario de la Hermandad en ese momento. En el transcurso de la misma, se procedió a la bendición del Guion de Gala, actuando como madrina Doña María López Viciana. Los miembros de la Legión se trasladaron a la Plaza de la Asunción, donde tuvo lugar la ceremonia de entrega del Guion de Gala. En dicho acto participaron dos Compañías de Honores, la Banda de Música y una Escuadra de Gastadores de la Legión.
- 2001(4 de septiembre): El Ayuntamiento de Roquetas De Mar, concede el Escudo de Oro de la Ciudad a la Hermandad.
- 2001 (30 de septiembre): Salida procesional extraordinaria, de María Santísima de la Amargura, con motivo del X aniversario de la Hermandad.
- 2007 (15 de abril): Bendición de la Casa de Hermandad. La misma estuvo a cargo del ex párroco y ex consiliario Don Jesús Tortosa Marín. En este acto acompañaron las autoridades locales, encabezadas por el alcalde, representantes de numerosas Hermandades de la Capital y Poniente Almeriense, representantes de los HH.MM.HH. de La Legión Española, y de la Guardia Civil.
- 2007 (10 de noviembre): A las 19:30 en la Parroquia de La Asunción se hace entrega de la medalla del Congreso de los Diputados a María Santísima de la Amargura.
- 2016 (3 de septiembre): Tras la Misa, el Consiliario de la Hermandad, en ese momento, Emiliano Abad Berjón, dio paso a la bendición del nuevo Guion de Gala. El mismo está confeccionado por el Hermano José Luís Galetti Ronda, al cual se hizo entrega de la Medalla de la Hermandad. Como madrina del Guion Eloísa Cabrera, diputada nacional y teniente alcalde de Roquetas de Mar, en el momento de la bendición, así como Hermana de la Hermandad. Se procedió a la entrega del guion de Gala al teniente coronel Gabriel González Segura del Grupo Logístico II de la Brigada de la Legión Rey Alfonso XIII. El acto contó con la asistencia del general de la Legión Juan Jesús Martín Cabrero así como de distintas Hermandades junto con el Grupo Joven de la Hermandad.
- 2016 (15 de septiembre): Al finalizar el primer día de Tríduo, en honor a María Santísima de la Amargura, se procedió a la entrega, por el Grupo Joven de la Hermandad, del broche con el emblema "Juventud". Se trata de un broche de alpaca con cierre de alfiler, con diseño y ejecución por los talleres del orfebre sevillano José Antonio Corradi León.
- 2016 (22 de octubre): Salida Extraordinaria con motivo del XXV aniversario de la Hermandad. María Santísima de la Amargura procesionó en su paso de palio en compañía de la Banda de Música de Santa Ana Dos Hermanas (Sevilla).
- 2018 (febrero): Se produce la afiliación a la Confraternidad Nacional de Hermandades Cristianas vinculadas con la Legión Española.
- 2019: Se procedió al arreglo de la Capilla de la Casa de Hermandad.
- 2019 (octubre): Entrega de una bandera nacional española al Grupo Logístico II de la Legión Española con la fotografía del Stmo. Cristo de la Buena Muerte y el Escudo del Grupo Logístico, con motivo de su desplazamiento al Líbano correspondiente con la Misión de Paz de las Naciones Unidas en Líbano (FINUL).
- 2019 (noviembre): La Hermandad participó  en la I Feria Esencia Cofrade que tuvo lugar en el Palacio de Exposiciones y Congresos de Aguadulce (Almería).
- 2019 (diciembre): Don Gabriel Martín Gázquez, vestidor de los Sagrados Titulares de la Hermandad, entrega un cuadro de la Inmaculada, realizado por el mismo, para su futura colocación en el palio de María Santísima de la Amargura.
- 2021 (marzo): Se produce la devolución de la Bandera por parte del Grupo Logístico II de la Legión Española a la Hermandad para su custodia hasta el próximo desplazamiento del mismo.
- 2021 (Semana Santa): Se realiza una Exposición de Enseres de la Hermandad.
- 2022 (del 5 de febrero al 20 de marzo): Colabora en la Exposición Rosario Coronada, 225 años de devoción, la cual está organizada por la Hermandad de Nuestra Señora del Rosario Coronada de Roquetas de Mar.
- 2022 (28 de octubre): La Hermandad, encargada de custodiar la Bandera de España desde 2020, hizo entrega de la misma junto con el Guion del Grupo Logístico, y una imagen de su titular cristífero; con el fin de que acompañe a los caballeros legionarios en su próxima Misión en el Líbano.
- 2022 (17 de diciembre): I Exaltación de San Juan Evangelista, con motivo de su XXV aniversario. El acto fue presidido por Don Jesús Zapata, Párroco y Consiliario de la Hermandad. La Presentación y Exaltación estuvieron a cargo, respectivamente, de Miguel Ángel Maldonado y de Francisco Javier Salmerón.

#### Redes sociales
La Hermandad se encuentra en redes sociales bajo el seudónimo de Parador Cofrade. Dispone de cuentas de Instagram, Facebook y Twitter. Además, de un canal de YouTube donde se pueden visionar los mejores momentos de todas sus procesiones.

#### Direcciones
- Sede canónica: Iglesia Parroquial de la Asunción de Nuestra Señora (El Parador de las Hortichuelas).
- Sede social: Capilla y Casa de Hermandad: C/ Paco de Lucía, 2. CP: 04720. El Parador de las Hortichuelas (Roquetas de Mar).

## Días de la Semana Santa

### Viernes de Dolores

#### 200 viviendas
La Hermandad Penitencial del Stmo. Cristo de la Expiración realiza un Vía crucis con la imagen del Cristo de la Expiración, por el barrio roquetero de las 200 Viviendas, en las primeras andas que tuvo la cofradía, en posición oblicua.

### Domingo de Ramos

#### El Parador de las Hortichuelas

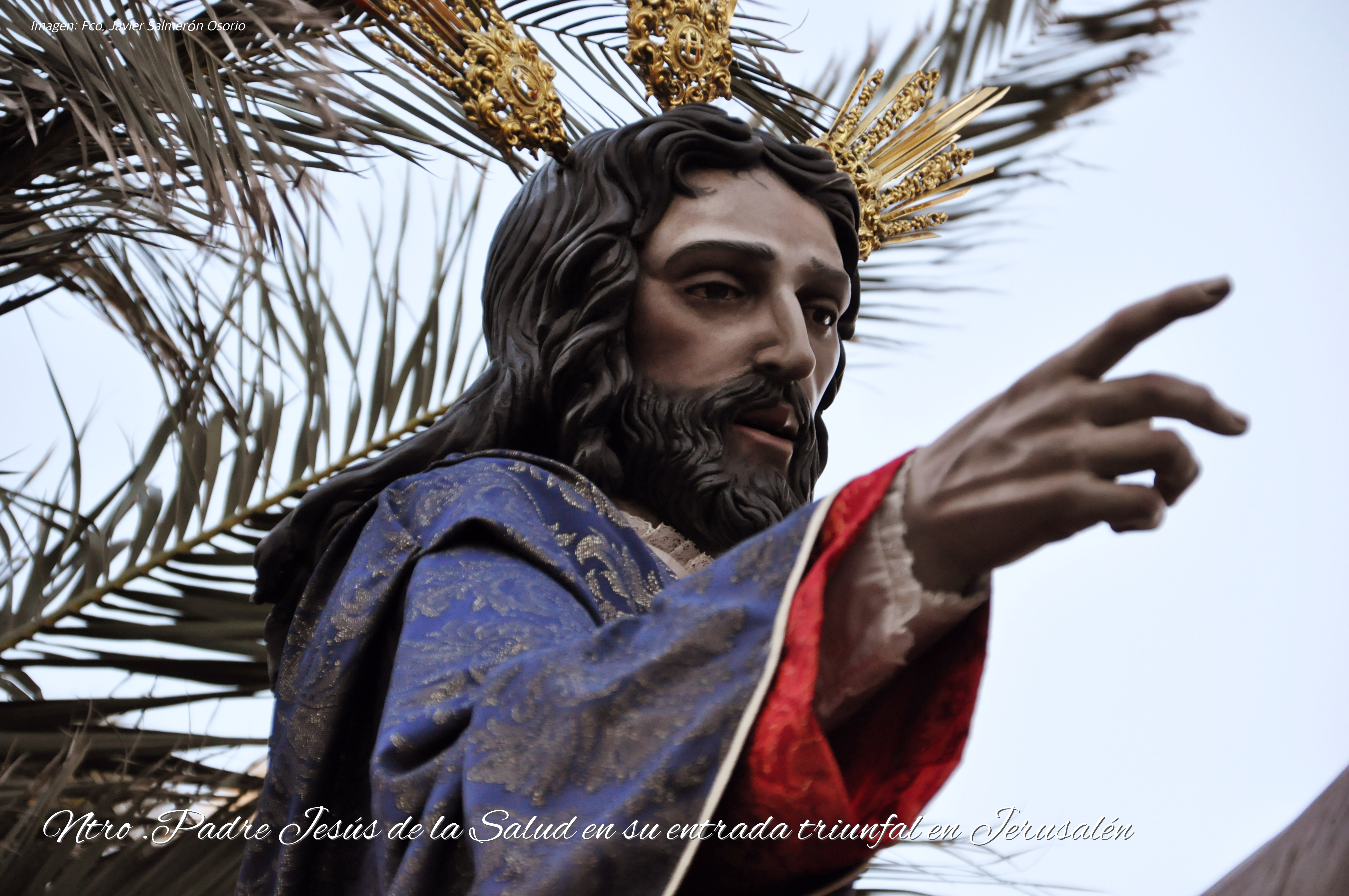
Ntro. Padre Jesús de la Salud en su entrada triunfal en Jerusalén

A las 10 de la mañana, tiene lugar el desfile procesional de Nuestro Padre Jesús de la Salud en su Entrada Triunfal en Jerusalén, más conocido como la "Borriquita". Esta procesión es organizada por la Hermandad Penitencial y Cofradía de la Buena Muerte, Amargura & Salud. La procesión inicia y concluye su recorrido desde la Capilla de la mencionada Hermandad, situada en la calle Paco de Lucía, 2 (El Parador de las Hortichuelas). El cortejo procesional transcurre por calles emblemáticas del pueblo, como la Carretera de Alicún, la Calle Mayor o la Plaza de la Iglesia. Desde el año 2013 hasta la actualidad, tras el paso, acompaña la Agrupación Musical Cristo de las Aguas de Olula del Río.   
En la Semana Santa de 2022 procesionó por primera vez en su paso actual; realizado en madera, con orfebrería para canastillas y respiraderos de terciopelo, procedente de la Dominicana Hermandad y Cofradía de Nazarenos de Nuestro Padre Jesús de las Penas en el Abandono de sus Discípulos, María Santísima del Rosario del Mar en sus Misterios Dolorosos y Santa María Magdalena (Rosario del Mar) de Almería.

#### Roquetas de Mar
En la Iglesia de la Virgen del Rosario, se realiza la Entrada triunfal en Jerusalén de Jesús, representada por un niño subido en una borriquita real, que se pasea por las calles de Roquetas de Mar, seguido de niños vestidos de hebreos. Este acto no entra dentro de las procesiones de ninguna Hermandad.

#### 200 viviendas
En la Iglesia de San Juan Bautista se realiza una procesión a pequeña escala con una imagen de la Entrada triunfal de Jesús en Jerusalén, que es llevado en unas andas por niños vestidos de hebreos y con otros niños acompañando con palmas. Este acto no entra dentro de las procesiones de ninguna hermandad.

### Martes Santo

#### 200 viviendas

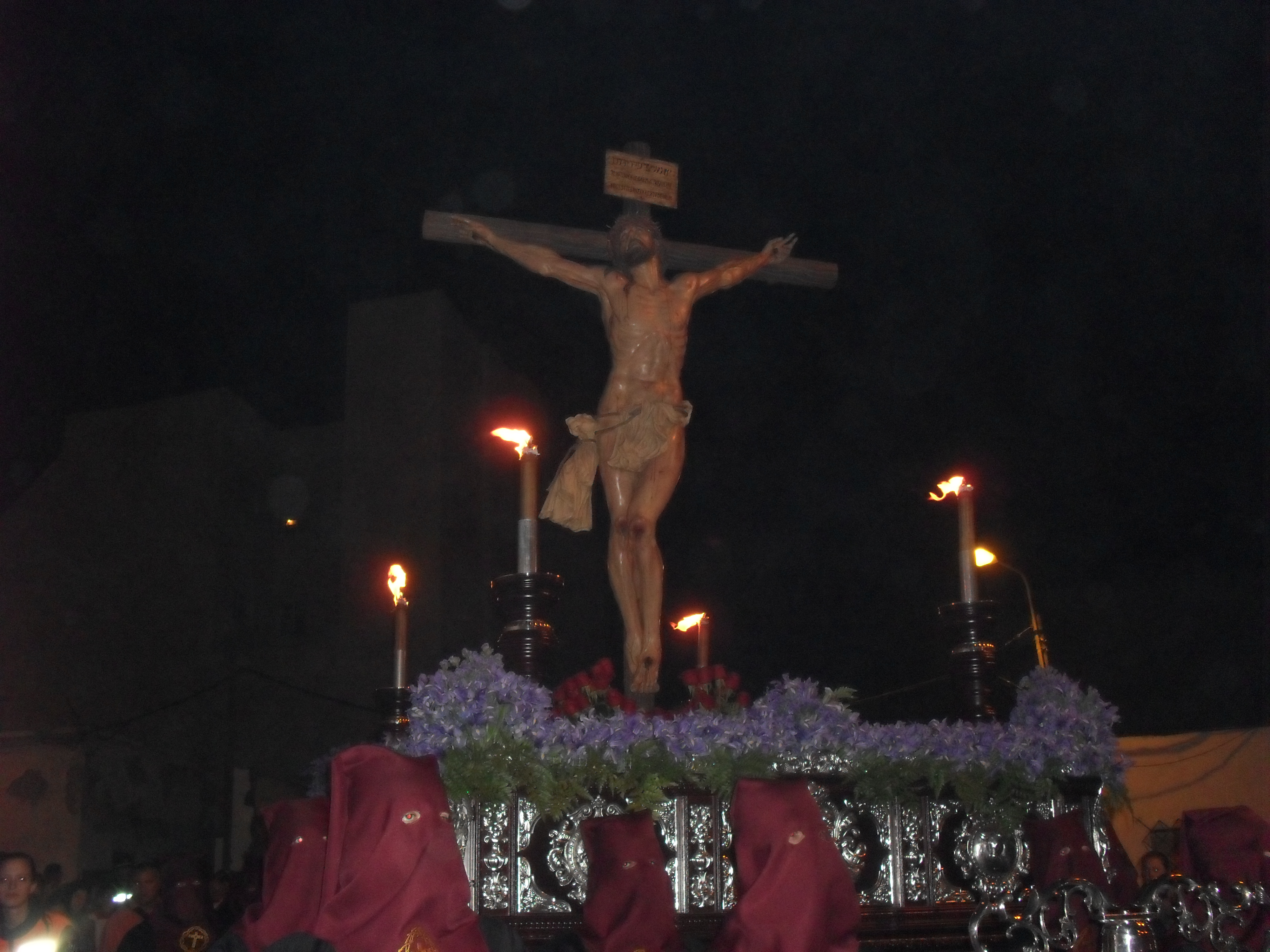
Stmo. Cristo de la Expiración

La Hermandad del Stmo. Cristo de la Expiración procesiona al Stmo. Cristo de la Expiración. La salida es desde la Iglesia de San Juan Bautista, su sede canónica. Esta procesión destaca por la solemnidad y el voto de silencio que hacen los hermanos, por lo que los costaleros son dirigidos por el capataz sólo a golpe de campana. El trono está hecho en madera de caoba con detalles en plata. Desde 2009, esta procesión pasa por la Iglesia de Ntra. Sra. del Rosario, como recordatorio de los años en los que salía de esta parroquia. Allí, se hace una parada y el sacerdote suele decir estas palabras, mientras que la patrona del municipio, Ntra. Sra. del Rosario, está en la puerta en frente del Stmo. Cristo de la Expiración.

#### El Parador de las Hortichuelas
Desde el año 1996, cada Martes Santo, el Grupo Logístico II de la Legión Española lleva a cabo la guardia y custodia de la Sagrada Imagen del Santísimo Cristo de la Buena Muerte. A partir de las 18 de la tarde se puede contemplar la custodia legionaria en la Parroquia. Las guardias, en turnos de 15 minutos, se suceden a lo largo de la tarde, hasta las 21:45 aproximadamente. Posteriormente, la Sagrada Imagen es trasladada, a hombros por miembros del Grupo Logístico II de la Legión, hasta su Capilla (Calle Paco de Lucía, 2. El Parador de las Hortichuelas), donde permanecerá hasta el Jueves Santo.   
En el desfile procesional acompañan una cuadrilla de gastadores, la Banda de Música de la Legión, así como distintas autoridades civiles y militares. Al llegar a las puertas de la Capilla, se produce un breve acto que precede a la entrega de la Sagrada Imagen a la Hermandad. Una vez en la Capilla, el crucificado queda expuesto para el devoto besapies, donde todos aquellos que lo deseen podrán participar en este acto de respeto y devoción a la Sagrada Imagen. Los actos de este día son organizados por la Hermandad Penitencial y Cofradía de la Buena Muerte, Amargura & Salud.   

### Miércoles Santo

#### Roquetas de Mar

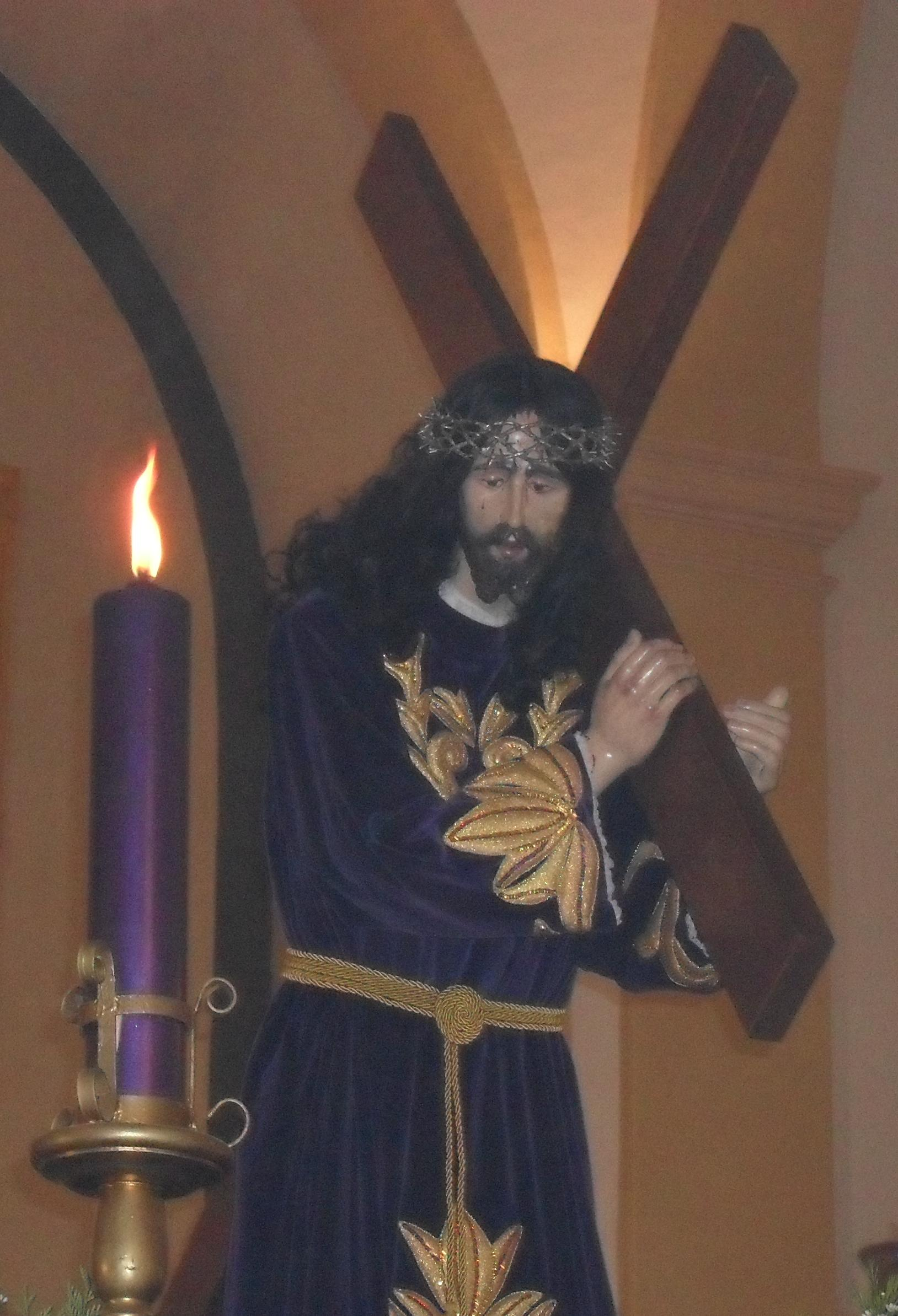
Ntro. Padre Jesús Nazareno

La Cofradía de Ntra. Sra. de los Dolores procesiona a Ntro. Padre Jesús Nazareno, conocido cariñosamente por los roqueteros como el Nazareno. Sale desde la Iglesia de Santa Ana hasta la Iglesia de Ntra. Sra. del Rosario y pasa por la [[Ermita de la Santa Cruz (Roquetas de Mar)|Ermita de la Santa Cruz]]. Esta procesión es muy querida por los habitantes del barrio de El Puerto, y a ella acuden numerosos turistas que visitan la ciudad. El trono está hecho en madera pintada de color oscuro. Es portado por 40 costaleros, aproximadamente, aunque su número puede variar, normalmente superándolo. La hora de salida es a las nueve y media de la noche, y la duración aproximada es de tres horas.
Curiosamente sale del barrio de El Puerto y termina en la Iglesia de Ntra. Sra. del Rosario, pues las demás procesiones comienzan y terminan en esta última, la explicación es que hace más de diez años, un hermano propuso que saliese del barrio de El Puerto, pues este barrio no tenía procesiones en Semana Santa y se aceptó dicha propuesta. Hasta la construcción de la Iglesia actual de Santa Ana, salía de almacenes y garajes del barrio de El Puerto, que eran cedidos para dicho acto.

### Jueves Santo

#### Roquetas de Mar
La Cofradía de Ntra. Sra. de los Dolores procesiona al Cristo Crucificado en su Divina Misericordia seguido de la Virgen de los Dolores, ambos en tronos diferentes. Salen desde la Iglesia de Ntra. Sra. del Rosario, procesiona por la ciudad y vuelve a terminar en la misma iglesia. Esta procesión es muy esperada por los roqueteros y una de las que más devoción causa dentro y fuera de la Hermandad, ya que el cristo era muy esperado cuando llegó a la Iglesia de Ntra. Sra. del Rosario. El trono del Cristo es dorado, mientras que el de la Virgen es plateado con numerosos detalles. Cada uno es portado por 40 costaleros, aproximadamente, aunque su número puede variar, normalmente superándolo. La hora de salida es a las diez de la noche, y la duración aproximada es de dos horas y media.

#### El Parador de las Hortichuelas
A las 20 de la tarde, la Hermandad Penitencial y Cofradía de la Buena Muerte, Amargura & Salud lleva a cabo el desfile procesional de sus Sagradas Imágenes Titulares: el Santísimo Cristo de la Buena Muerte y María Santísima de la Amargura, esta última acompañada por San Juan Evangelista. La iconografía de esta procesión representa la amargura de la Virgen María, acompañada por San Juan, camino al monte del calvario. Allí se encuentra Jesús crucificado. Durante el cortejo procesional se realizan saetas, "petalás", así como distintos momentos emotivos que comparten todos los vecinos y fieles que acompañan. Al final del recorrido, en su llegada a la Capilla de la Hermandad, lugar de entrada y salida de la procesión, se produce el esperado encuentro entre el paso de palio, con María Santísima de la Amargura, y el Stmo. Cristo de la Buena Muerte. Tras la interpretación de varias "chicotás" concluye la procesión. Este día se pueden contemplar dos pasos: 
1. Paso del Santísimo Cristo de la Buena Muerte. Paso en madera tallada realizado por el tallista sevillano D. Manuel Caballero Farfán en el año 1998. Se trata de un paso de canastilla. Costaleros: 35, Estilo trabajadera: sevillana.
2. Paso de palio de María Santísima de la Amargura. Respiraderos de alpaca plateada de estilo barroco. Capilla central con la imagen de “Nuestro Padre Jesús Cautivo de Medinaceli”. Jarras y varales en alpaca plateada de estilo barroco. Candelería de 72 piezas. Peana en alpaca plateada. Toda la orfebrería realizada en los talleres de D. Manuel de los Ríos. Techo de palio en terciopelo rojo italiano realizado en el Taller de Sebastián Marchante Gambero (Málaga). Manto confeccionado por María Eugenia Manzano Moreno. Costaleros: 30, Estilo trabajadera: sevillana.

### Viernes Santo

#### Roquetas de Mar

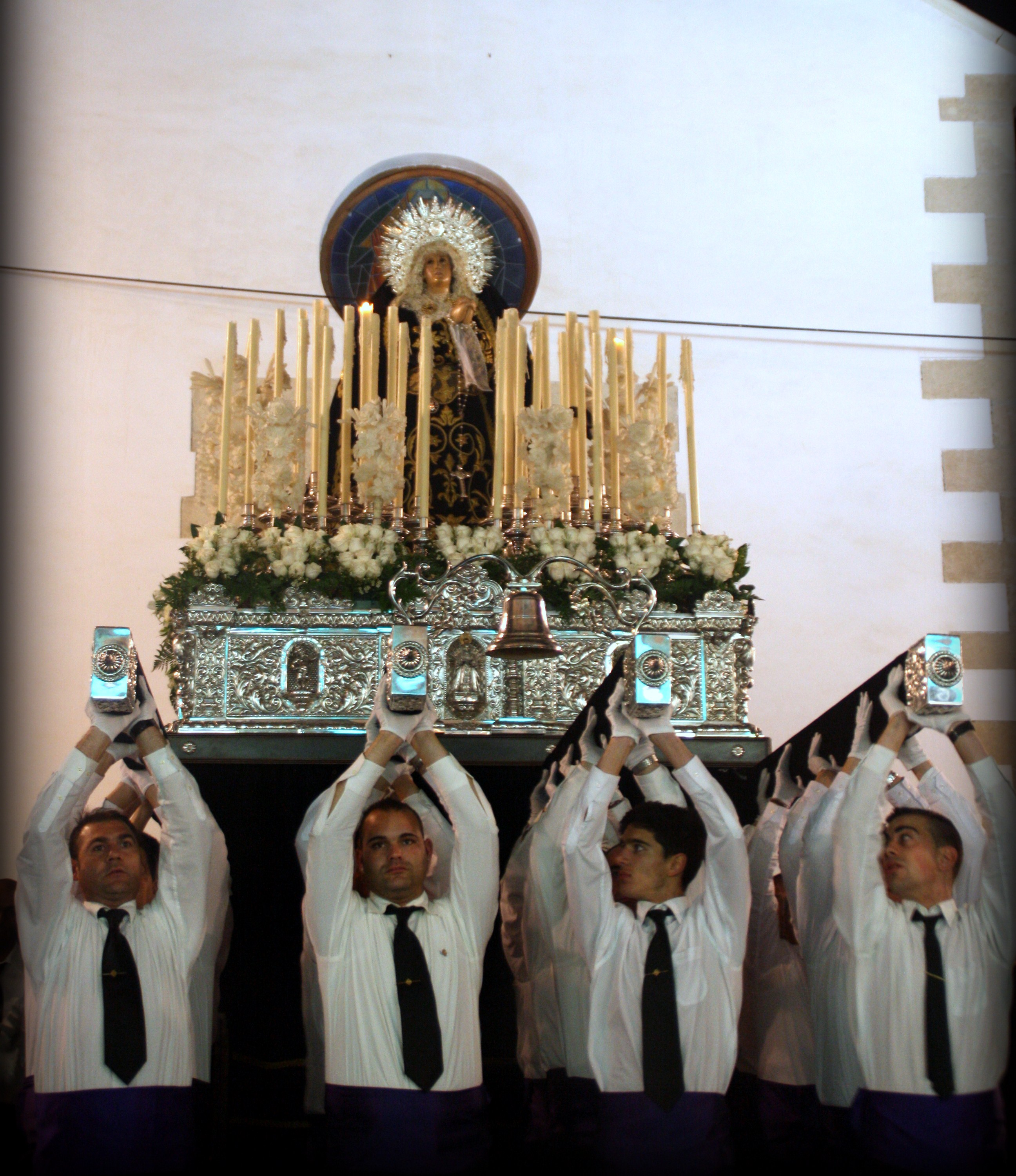
Ntra. Sra. de los Dolores después de salir del templo

La cofradía de Ntra. Sra. de los Dolores realiza dos procesiones. La primera se denomina el Santo Entierro del Redentor, en la que sale la figura del Cristo Yacente en un sepulcro, fabricado en cristal y madera, seguido de la Virgen de los Dolores, ambos en tronos diferentes. Las autoridades acompañan el cortejo procesional detrás del trono de la Virgen. Sale desde la Iglesia de Ntra. Sra. del Rosario, procesiona por la ciudad y vuelve a terminar en la misma iglesia. El trono del Cristo es dorado, mientras que el de la Virgen es plateado. Cada uno es portado por unos 40 costaleros, aproximadamente, aunque su número puede variar, normalmente superándolo. La hora de salida es las seis y media de la tarde, y la duración aproximada es de dos horas y media.  Tras esta procesión se realiza un descanso de alrededor de dos horas, donde los cofrades se cambian el cordón por uno del mismo color que la túnica y se le cambia el manto a Ntra. Sra. de los Dolores por uno de luto.
La segunda procesión se denomina la Soledad, en la que sale la Virgen de los Dolores solamente. Esta procesión no es acompañada por ninguna banda de Cornetas y Tambores, y está dedicada al recogimiento y a la reflexión. Esta procesión es la más antigua de la Cofradía (se realiza desde 1991, es decir, el año en el que salió Ntra. Sra. de los Dolores por primera vez). Destaca por el rezo del rosario durante la misma y porque el recorrido transcurre por calles estrechas. Los penitentes van sin capa, con los guantes negros y con el cordón negro, morado o rojo, ya sean de la Ntra. Sra. de los Dolores, de Ntro. Padre Jesús Nazareno o de las dos imágenes del Cristo. El trono es plateado con numerosos detalles, y es portado por más de 40 costaleros, ya que suelen unírsele algunos de los costaleros que habían llevado al Cristo Yacente (procesionado junto a Ntra. Sr.a de los Dolores esa misma tarde). La hora de salida es a las once de la noche, y la duración aproximada es de tres horas.